# Ceresara
Ceresara är en ort och kommun i provinsen Mantua i regionen Lombardiet i Italien. Kommunen hade 2 590 invånare (2018).